# Seznam přehradních nádrží v Ázerbájdžánu
Seznam přehradních nádrží v Ázerbájdžánu - v Ázerbájdžánu bylo vybudováno více než 60 přehradních nádrží. Ty převážně usměrňují řeky přitékající do Ázerbájdžánu z Gruzie a Arménie. Využívají se k zisku vodní energie, zavlažování, zavodňování krajiny a zásobování vodou. 
Nejznámější přehrady jsou:
- Agstafa - v rajónu Agstafa (rajón)
- Araz - na řece Araks
- Bolqarçay - v rajónu Biləsuvar
- Ceyranbatan - u města Sumgait
- Mingačevirská přehradní nádrž - u města Mingačevir
- Šamkirská přehradní nádrž v rajónu Šamkir
- Varvara - u města Mingačevir

V Nachičevanu:
- Arpaçay

V Náhorním Karabachu:
- Serseng